# Entiat River
Der Entiat River ist ein Nebenfluss des Columbia River im Chelan County im US-Bundesstaat Washington. Er mündet nahe Entiat in den Columbia River. Die USGS führt zwei alternative Namen für den Entiat River: En-ti-at-kwa River und Entiatqua River. Der Name des Flusses stammt aus dem Columbia-Moses, einer (Salish-Sprache). Dort bedeutet /nt'yátkw/ [nt'iátkw] „Ort des grasbewachsenen Wassers“; eine andere Quelle behauptet, der Fluss sei Enteatqua genannt worden, was „schnelles Wasser“ oder „eilendes Wasser“ bedeutet. Der Name mit der Schreibweise „Entiat“ wurde 1958 vom Chelan County Public Utility District ausgewählt.
Der Entiat River liegt vollständig im Chelan County. Über 90 % seines Einzugsgebiets und das seiner Zuflüsse gehören der öffentlichen Hand, ein Großteil gehört zum Wenatchee National Forest. Eine große Anzahl von Flurnamen im Entiat River Basin wurden durch Albert H. Sylvester vergeben.

## Verlauf
Die Quellflüsse des Entiat River liegen in der Glacier Peak Wilderness im Wenatchee National Forest. Seine Hauptquelle stammt von den Hängen an der Ostseite des Mount Maude und des Seven Fingered Jack sowie des Entiat-Gletscher. Von dort fließt der Fluss ostwärts durch Entiat Meadows, bevor er sich nach Süden wendet. Er fließt süd- und südostwärts zwischen den Entiat Mountains im Westen und den Chelan Mountains im Osten.
Flussabwärts vom Zusammenfluss des Hauptstroms mit dem North Fork Entiat River, der am Fern Lake entspringt, stürzt der Entiat River über die Entiat Falls. Er nimmt das Wasser vieler kleiner Zuflüsse wie des Mad River auf.
Auf den letzten Meilen seines Laufs wendet sich der Entiat River ostwärts, um den Columbia River am Flusskilometer 794,2 zu erreichen, genau südlich der kleinen Stadt Entiat. An diesem Punkt bildet der Columbia River den Stausee des Rocky Reach Dam. Der Name des Stausees ist Lake Entiat.
Folgende Abflusswerte wurden am Flusskilometer 2,3 nahe Entiat gemessen:
- Mittel: 13 m³/s
- Maximum: 136 m³/s
- Minimum: 2 m³/s

## Natur
Der Entiat River bietet Königslachs, Steelhead- und Stierforelle Lebensraum. Die Populationen sind vergleichsweise klein, was auf den Mangel an Habitaten für die Jungen-Aufzucht im unteren Entiat River zurückgeführt werden kann.